# Angela Gots
Angela Gots, née le 6 décembre 1978 à New York, est une actrice américaine.

## Filmographie
- 2001 : Alex in Wonder : Alex
- 2003 : Judging Amy (série télévisée) : Paulina Vestova
- 2004 : Gorilla Gram (court métrage) : Elise
- 2004 : Blue Demon : Tanya
- 2005 : Black Dawn : Stazi
- 2006 : Riptide (court métrage) : Angie
- 2005-2006 : Sleeper Cell (série télévisée) : Carli
- 2006 : Amy Coyne (téléfilm)
- 2007 : American Heiress (série télévisée) : Danielle Hopkins
- 2007 : Viva Laughlin (série télévisée) : Carla
- 2008 : Terminator: The Sarah Connor Chronicles (série télévisée) : Maria
- 2008 : The L Word (série télévisée) : Cammie / Shaun
- 2008 : House M.D. (série télévisée) : Spencer
- 2009 : Eleventh Hour (série télévisée) : Lily Kessler
- 2009 : The Beast (série télévisée): Nadia
- 2009 : Dark House : la brune
- 2009 : 90210 (série télévisée) : Ms. Casey
- 2010 : CSI: NY (série télévisée) : Cassie Davis
- 2010 : Bare Knuckles : Carrie
- 2010 : 30 Is the New 12 (court métrage) : Veronica
- 2010 : The Mentalist (série télévisée) : Roxy
- 2010 : The Agency (court métrage) : Linda
- 2011 : The Event (série télévisée) : Alexandra
- 2010-2011 : Svetlana (en) (série télévisée) : Marina
- 2011 : Expulsion (court métrage) : Anna
- 2012 : Touch (série télévisée) : Stacey
- 2012 : St George's Day : Ellie Collishaw
- 2012 : Within (court métrage) : Sarah Barren
- 2013 : Bubala Please (mini-série télévisée)
- 2013 : Immigrant : Meela
- 2014 : Grimm (série télévisée) : Larissa
- 2014 : Snapshot : Arianna Simmons
- 2014 : Rock Story : Tara Kellog
- 2014 : Match (série télévisée) : Andrea
- 2017 : Esprits criminels (série télévisée) : Kate (saison 12, épisode 12)
- 2017 : Night Shift (série télévisée) : Elise Shaw (saison 4, épisode 5)
- 2017 : Le Grand Jeu (Molly's Game) d'Aaron Sorkin : B
- 2018 : City of Lies de Brad Furman : Détective Amy Lefferts
- 2019 : Blindspot (série télévisée) : Greta Smalls (saison 4, épisode 15)

## Jeux vidéo
- 2014 : Call of Duty: Advanced Warfare : Ilona